# 中富インターチェンジ
中富インターチェンジ（なかとみインターチェンジ）は、山梨県南巨摩郡身延町下田原にある中部横断自動車道のインターチェンジ（地域活性化インターチェンジ）である。
身延町役場のある切石地区の利便性を目的に横断道が通る予定の下田原地区にインターチェンジを追加する陳情が行われ、2013年6月11日に国土交通相より認可された追加インターチェンジである。
このインターチェンジは新直轄方式でつくられる区間の中にあり、六郷インターチェンジから富沢インターチェンジの間は無料で供用されている。

## 歴史
- 2012年（平成24年）6月28日：身延町下田原地区（身延IC - 六郷IC間）にインターチェンジの整備計画があることが報じられる[3]。
- 2013年（平成25年）6月11日：身延町下田原地区のインターチェンジが中富ICとして国土交通相より認可[1]。
- 2016年（平成28年）2月26日 : IC名称が「中富IC」に正式決定[4]。
- 2019年（平成31年）3月10日：下部温泉早川IC - 六郷IC間開通に伴い供用開始[5][6]。

## 周辺
富士川の対岸にある切石地区および東側の山を越えた場所にある久那土地区（身延線久那土駅がある）の最寄インターとなっている。切石地区には富士川橋から直接アクセスできるが、老朽化のうえ幅員が狭いことから切石地区の南約1kmの八日市場地区に中富橋が架橋され、同インターと同時に供用が開始されている。中富橋と国道52号交点に宇佐美鉱油（ENEOS）のガソリンスタンドがある。
- 身延町役場

## 接続する道路
- 直接接続
  - 県道405号割子切石線[7]

## 隣
E52 中部横断自動車道
(3) 下部温泉早川IC - (3-2) 中富IC - (4) 六郷IC